# رووی ۳۵۰
رووی ۳۵۰ یک خودروی کامپکت است که توسط کمپانی رووی در چین از سال ۲۰۱۰ به بعد تولید می‌شود. این خودرو در بازارهای بین‌المللی با نام ام‌جی ۳۵۰ عرضه می‌شود.
قیمت این خودرو در چین از۸۹٬۷۰۰ یوآن شروع می‌شود و گرانترین نسخه این خودرو ۱۲۴٬۷۰۰ یوآن قیمت دارد.